# Solanum paniculatum
Solanum paniculatum popularmente jurubeba, juribeda ou jupeba é uma planta medicinal de sabor amargo, comum em quase todo o Brasil. Não deve ser confundida com a Solanum grandiflorum.

## Sinônimos
A espécie Solanum paniculatum possui 4 sinônimos reconhecidos atualmente.
- Solanum chloroleucum Dunal.
- Solanum jubeba Vell.
- Solanum macronema Sendtn.
- Solanum manoelii Moric.

## Descrição
É um arbusto de caule espinhoso, folhas cordiformes, sinuosas e angulosas, lisas na parte superior e peludas na parte inferior. As flores são terminais, dispostas em panículas. O fruto é uma baga esférica de cor verde clara.
Sua textura é dura e nervosa e suas fibras são pequenas. A casca que reveste o caule é escuro e a espessura varia de acordo com a idade da planta. Todas as partes da planta são amargas.
Pison e George Marcgraf distinguiram a S. paniculatum em macho e fêmea, ambas produzem frutos, o macho é menor, tem as folhas menores e não muito sinuosas, a fêmea é mais alta, bastante espinhosa, folhas maiores e cobertas de pelo na parte inferior, as flores são iguais porém mais nítidas.

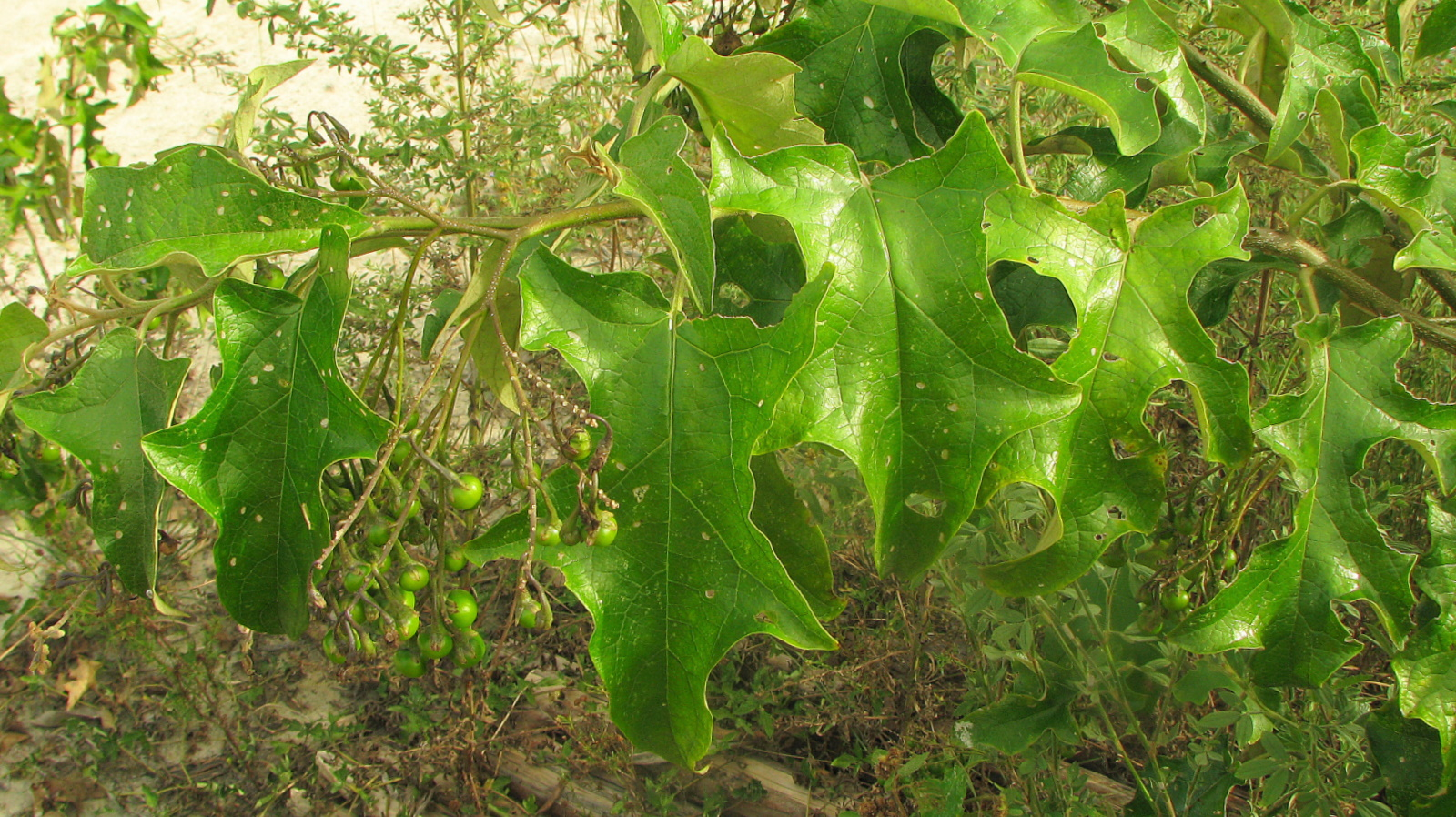
folhas
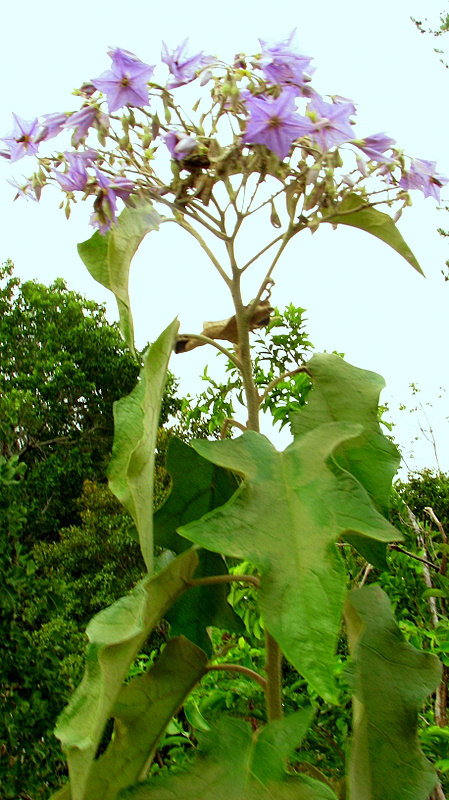
flores e folhas
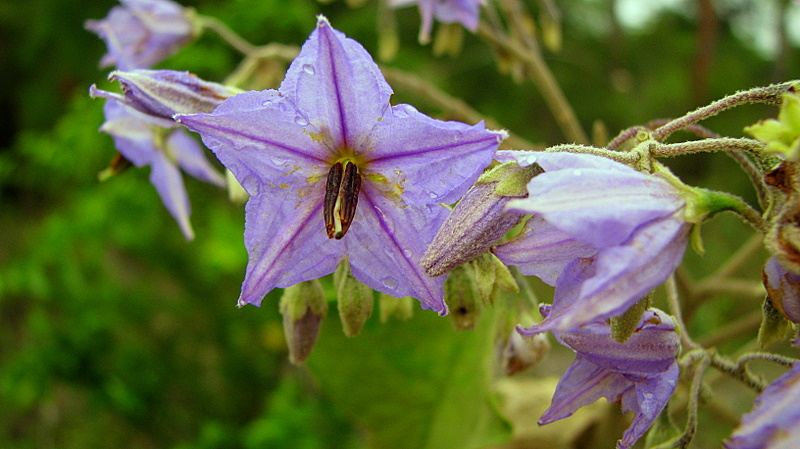
flores
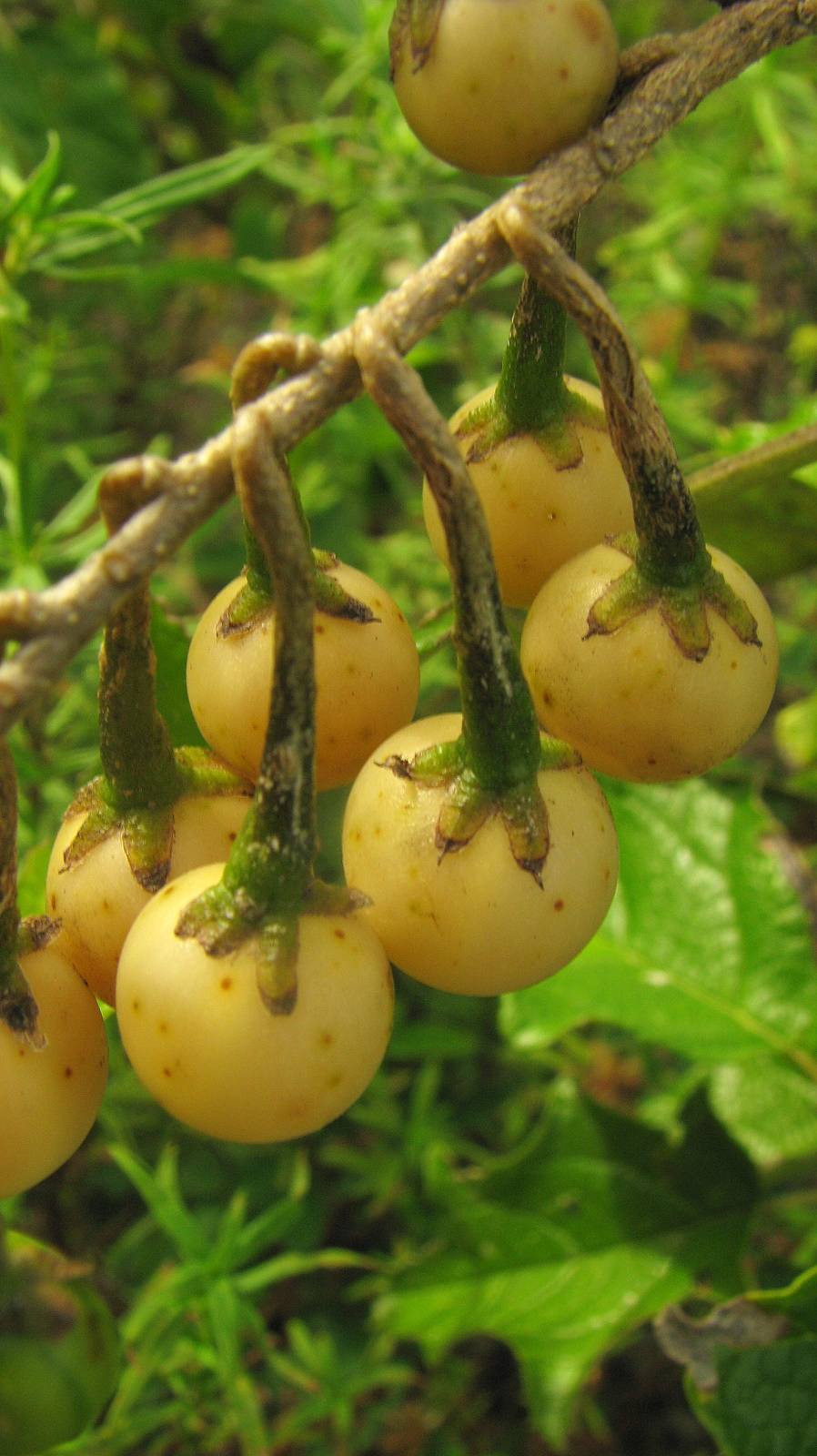
frutos maduros